# Красноярка (Татарський район)
Красноярка (рос. Красноярка) — село у Татарському районі Новосибірської області Російської Федерації.
Входить до складу муніципального утворення Красноярська сільрада. Населення становить 285 осіб (2010).

## Історія
Згідно із законом від 2 червня 2004 року органом місцевого самоврядування є Красноярська сільрада.

## Населення
| 2002 | 2007 | 2010 |
| ---- | ---- | ---- |
| 342  | ↗345 | ↘285 |